# Pierre Dubreuil (haut fonctionnaire)
Pour les articles homonymes, voir Pierre Dubreuil.
Pierre Dubreuil, né en 1968 au Mans, est un haut fonctionnaire français. Depuis 2023, il est directeur général du domaine national de Chambord.

## Biographie

### Carrière professionnelle
Il commence sa carrière professionnelle en préfecture (Eure et Hauts-de-Seine) et en collectivité territoriale comme directeur de cabinet du député-maire de Saint-Germain-en-Laye Michel Péricard. Pierre Dubreuil devient directeur des ressources humaines, secrétaire général-adjoint du Muséum national d'histoire naturelle en septembre 2001 (à sa sortie de l’École supérieure de l’Éducation nationale).
En 2013, sur proposition de la ministre de la Culture, Aurélie Filippetti, il est nommé par décret du président de la République, directeur général de l’Institut national de recherches archéologiques préventives (INRAP).[source insuffisante]
De 2015 à 2021, il préside le conseil d’administration de l’Institut français d'archéologie orientale.

#### Directeur général de l'Office français de la biodiversité (OFB)
En novembre 2018, il est nommé à de nouvelles fonctions par le gouvernement. Il devient directeur général de la préfiguration de l'Office français de la biodiversité (OFB). L’OFB est la fusion de deux établissements publics d’État : l’Agence française pour la biodiversité et l’Office national de la chasse et de la faune sauvage. En 2019, il est nommé directeur général par intérim de l’ONCFS. Il est critiqué par les syndicats pour sa façon autoritaire d'avoir mené cette préfiguration, ceux-ci le considérant comme un « réformateur », « nommé (...) pour faire l’équivalent de plans sociaux dans les établissements publics ».
En janvier 2020, Pierre Dubreuil se voit confier la direction générale du nouvel établissement public, l'OFB.  Malgré le fait qu'il se félicite de la réorganisation du dialogue social au sein de l'établissement, les syndicats sont très critiques sur la qualité de celle-ci.

#### Directeur général du domaine national de Chambord
En janvier 2023, il est nommé directeur général du domaine national de Chambord. Il succède à Jean d’Haussonville. 

### Carrière politique
Pierre Dubreuil a été élu à Paris (conseiller du 5e arrondissement de 2008 à 2014) et conseiller régional d'Île-de-France (2010-2015). Au conseil régional, il a été vice-président du groupe socialiste et républicain ainsi que président de la commission Enseignement supérieur et Recherche.

## Prise de position
Il considère s'intéresser à une « écologie républicaine », qui s'opposerait selon lui au militantisme écologique,.

## Vie privée
Pierre Dubreuil est marié et père de deux enfants.

## Distinctions
- Chevalier de la Légion d'honneur (2018)[17]
- Officier de l'ordre national du Mérite[18]